# NPBWR2
NPBWR2 (англ. Neuropeptides B and W receptor 2) – білок, який кодується однойменним геном, розташованим у людей на короткому плечі 20-ї хромосоми. Довжина поліпептидного ланцюга білка становить 333 амінокислот, а молекулярна маса — 36 861.
| 10         |  | 20         |  | 30         |  | 40         |  | 50         |
| ---------- |  | ---------- |  | ---------- |  | ---------- |  | ---------- |
| MQAAGHPEPL |  | DSRGSFSLPT |  | MGANVSQDNG |  | TGHNATFSEP |  | LPFLYVLLPA |
| VYSGICAVGL |  | TGNTAVILVI |  | LRAPKMKTVT |  | NVFILNLAVA |  | DGLFTLVLPV |
| NIAEHLLQYW |  | PFGELLCKLV |  | LAVDHYNIFS |  | SIYFLAVMSV |  | DRYLVVLATV |
| RSRHMPWRTY |  | RGAKVASLCV |  | WLGVTVLVLP |  | FFSFAGVYSN |  | ELQVPSCGLS |
| FPWPEQVWFK |  | ASRVYTLVLG |  | FVLPVCTICV |  | LYTDLLRRLR |  | AVRLRSGAKA |
| LGKARRKVTV |  | LVLVVLAVCL |  | LCWTPFHLAS |  | VVALTTDLPQ |  | TPLVISMSYV |
| ITSLSYANSC |  | LNPFLYAFLD |  | DNFRKNFRSI |  | LRC        |  |            |

A: Аланін

C: Цистеїн

D: Аспарагінова кислота

E: Глутамінова кислота

F: Фенілаланін

G: Гліцин

H: Гістидин

I: Ізолейцин

K: Лізин

L: Лейцин

M: Метіонін

N: Аспарагін

P: Пролін

Q: Глутамін

R: Аргінін

S: Серин

T: Треонін

V: Валін

W: Триптофан

Кодований геном білок за функціями належить до рецепторів, g-білокспряжених рецепторів, білків внутрішньоклітинного сигналінгу. 
Локалізований у клітинній мембрані, мембрані.